# Lac de Kruth-Wildenstein
Der Lac de Kruth-Wildenstein (deutsch Krüt-Wildensteiner Stausee), häufig auch nur Lac de Wildenstein (Wildensteiner See) genannt, ist ein Stausee in den südlichen Vogesen im Elsass, Frankreich. Trotz seines Namens liegt der See nicht auf dem Gebiet der Gemeinde Wildenstein, sondern gehört zu 95 % Kruth und zu 5 % zu Fellering.

## Geographische Lage
Der Krüth-Wildensteiner Stausee liegt im oberen Teil des Tals von Saint-Amarin zwischen den Ortschaften Wildenstein im Norden und Kruth im Süden. Durchflossen wird der Stausee von der Thur.
Den südlichen Abschluss bildet der 666 m hohe Schlossberg mit der Burgruine Wildenstein.

## Zweck
Der Krüth-Wildensteiner Stausee sammelt im Frühling das Schmelzwasser, das von den umliegenden Bergen der Hochvogesen abfließt. Er dient somit dem Hochwasserschutz der im Thurtal liegenden Ortschaften. Der See umfasst ein Stauvolumen von 12 Mio. m³. Wegen des geringen Gefälles der Thur in diesem Flussabschnitt wurde auf den Bau eines Wasserkraftwerks verzichtet.

## Geschichte
Im Jahr 1947 wurde das Thurtal infolge eines Staudammbruchs oberhalb von Wildenstein von einer katastrophalen Überschwemmung heimgesucht. Die Planungen für den Stausee setzten 1954 ein, der Bau begann im Jahr 1959 und wurde 1963 beendet.

## Tourismus
Im Sommer während des Vollstaus dient der See auch der Erholung. Er bietet Möglichkeiten für mehrere Wassersportarten, u. a. Segeln, Windsurfen und Tauchen. Auch bei Anglern ist der See wegen seines Fischreichtums beliebt. Mit öffentlichen Verkehrsmitteln erreichbar ist der See über den circa drei Kilometer entfernten Bahnhof Kruth, Endpunkt der Bahnstrecke Lutterbach–Kruth.

## Weblinks

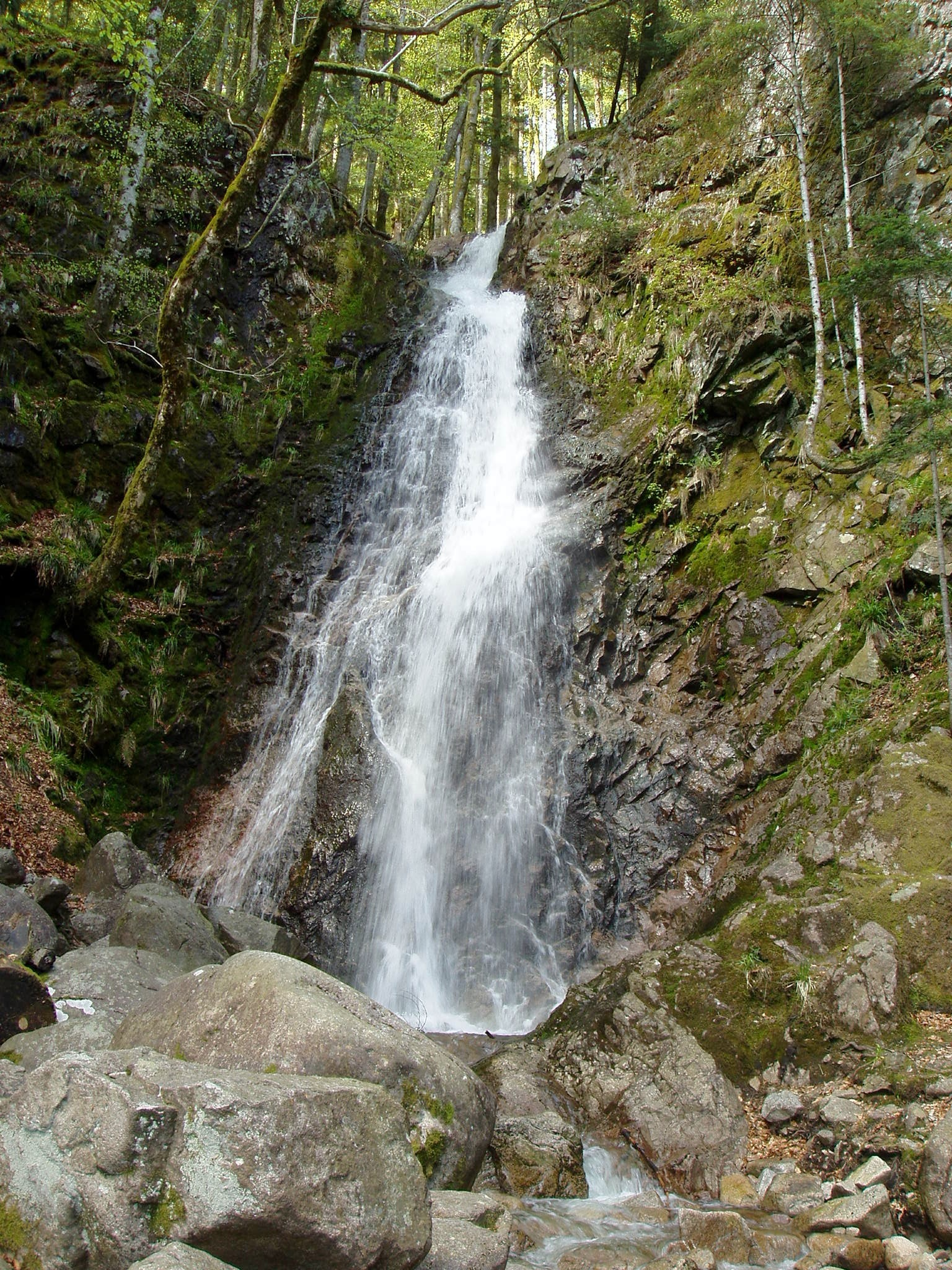
Cascade du Bockloch – Wasserfall am Nordufer des Stausees